# Darappur
Darappur è una suddivisione dell'India, classificata come census town, di 7.732 abitanti, situata nel distretto di Nadia, nello stato federato del Bengala Occidentale. In base al numero di abitanti la città rientra nella classe V (da 5.000 a 9.999 persone).

## Geografia fisica
La città è situata a 23° 04' 17 N e 88° 38' 50 E.

## Società

### Evoluzione demografica
Al censimento del 2001 la popolazione di Darappur assommava a 7.732 persone, delle quali 3.992 maschi e 3.740 femmine. I bambini di età inferiore o uguale ai sei anni assommavano a 995, dei quali 501 maschi e 494 femmine. Infine, coloro che erano in grado di saper almeno leggere e scrivere erano 4.490, dei quali 2.652 maschi e 1.838 femmine.